# Pavel Ruminov
Pavel Ruminov (russisk: Па́вел Ю́рьевич Руми́нов) (født 25. november 1974 i Vladivostok i Sovjetunionen) er en russisk filminstruktør og manuskriptforfatter.

## Filmografi
- Mjortvyje dotjeri (Мёртвые дочери, 2007)[1][2]
- Status: Svoboden (Статус: Свободен, 2016)